# 赵吉成
赵吉成（1936年12月—2015年10月21日），男，黑龙江林甸人，中华人民共和国政治人物，曾任黑龙江省财政厅厅长，黑龙江省人大常委会副主任。